# Nachkommenschaften

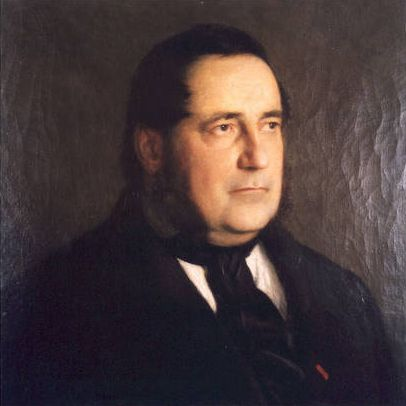
Porträt Adalbert Stifters von Bertalan Székely (1863)

Nachkommenschaften ist der Titel einer Erzählung Adalbert Stifters aus dem Jahr 1864, die sich ironisch mit dem Problem befasst, inwieweit ein Maler im Stil des Realismus die Wirklichkeit abbilden kann. Für die Hauptfigur Friedrich Roderer bedeutet sein Aufenthalt im Lüpfinger Tal eine entscheidende Entwicklungsphase und einen Wendepunkt in seinem Leben.

## Überblick
Die Hauptfigur, der 26-jährige Friedrich Roderer, kann sich als Sohn einer wohlhabenden Wiener Familie ganz seinem Hobby, der Malerei, widmen und seine Idee der Vereinigung von Natur und Kunst verfolgen. In seiner Geschichte erzählt er von der Überwindung seiner Besessenheit, in seinen Bildern die Natur nachahmend erfassen zu können und ein vollkommenes Gemälde zu schaffen, das sich nicht vom Vorbild unterscheidet.
Um dieses Programm zu verwirklichen, mietet er sich in einem Gasthof im Gebirge ein, lebt dort abgeschieden von den Menschen und konzentriert sich ganz auf das Malen eines Moores mit dem Anspruch, den Dingen ihr Wesen abzuringen. Dafür studiert er alle Stimmungen vom frühen Morgen bis in die Nacht und fertigt zahlreichen Skizzen an, die er in einem Blockhaus unter Verschluss hält und nur dem Schlossbesitzer und Unternehmer Peter Roderer zeigt, mit dem er sich befreundet hat. Dieser bewundert seine Bilder, aber er bezweifelt, dass sein Ideal erreichbar ist. Friedrich lernt auch Roderers Tochter Susanna kennen. Sie haben eine Strategie entwickelt, sich immer wieder bei Wanderungen zu begegnen und verlieben sich ineinander. Er wirbt um sie bei ihrem Vater, nennt ihm zum ersten Mal seinen Namen und sie entdecken, dass sie gemeinsame Vorfahren haben. Friedrich und Susanna heiraten und damit beginnt für ihn eine neue Lebensphase. Er gibt seine Idee auf und verbrennt seine Bilder. Susanna versteht ihn. Seine Bilder gefallen ihr, wenn er aber sein hohes Ziel nicht erreichen könne, solle er es aufgeben. Nach der Zerstörung seines Werkes fühlt er „nun eine Freiheit, Fröhlichkeit und Größe in [s]einem Herzen wie in einem hell erleuchteten Weltall.“

## Inhalt
| → Inhalt |
| Friedrich Roderer, ein 26-jähriger junger Mann aus einer vermögenden Wiener Familie, ist von der Leidenschaft ergriffen, ein Landschaftsmaler zu werden. Seine Theorie erläutert er an verschiedenen Stellen der Erzählung. Anfangs schildert er, gleichsam als Exposition der Erzählung vor dem Handlungsbeginn, ironisch die Vielzahl der Maler „[a]m Rande des Waldes […], vor den Trümmern eines alten Schlosses, vor getürmten Felsen, vor gedehnten Ebenen, am Gestade des Meeres, in Grotten und grünblauen Eishöhlen der Gletscher, vor einzelnen Bäumen, Ruinen, Wässerlein, Waldpflanzen […] welche sich bestreben, die Dinge, die sie da sehen, mit Farben auf ihren Leinwänden zu bekommen.“ Wenn er deren Bilder betrachtet, ganz zu schweigen von den Hobby-Malern und Schülern der „Staatsmaleranstalt“, die ihre Werke, wenn sie nicht in „Rumpelkammern […] gleichsam als ihr eigenes Gespenst umgeh[en]“, in ihren Privathäuser, in vielen Sammlungen und Museen usw. dem Publikum vorstellen, hat er den hohen Anspruch, „den Dachstein so zu malen, daß man den gemalten und den wirklichen nicht mehr zu unterscheiden vermöge.“ Friedrich grenzt sich in einer späteren Präzisierung von den individuell schwungvoll malenden Künstlern ab: „In der Welt und in ihren Teilen ist die größte dichterische Fülle und die herzergreifendste Gewalt. Macht nur die Wirklichkeit so wirklich wie sie ist, und verändert nicht den Schwung, der ohnehin in ihr ist, und ihr werdet wunderbarere Werke hervorbringen als ihr glaubt, und als ihr tut, wenn ihr Afterheiten malt und sagt: Jetzt ist Schwung darinnen. In Wien ist eine Landschaft. Vorne geht über Lehmgrund ein klares Wasser, dann sind Bäume, ein Wäldchen, zwischen dessen Stämmen man wieder in freie Luft sieht. Der Himmel hat ein einfaches Wolkengebäude. Das ist mehrere hundert Millionen Male auf der Welt gewesen, und doch ist die Landschaft die gewaltigste und erschütterndste, die es geben kann.“ Alles, was diesem Anspruch nicht genügt, will er verbrennen: „Entweder ich vervollkommne mich von Bild zu Bild, dann ist bei meinem Tode nur ein Bild von mir vorhanden […] oder ich steige rasch empor, und male hierauf lauter Meisterstücke, dann sind bei meinem Tode jene fünfzehn zweispännige Wägen voll Bilder von mir vorhanden.“ Da er wohlhabend und unverheiratet ist, muss er keine Bilder verkaufen und kann für sich allein bis zur Perfektion malen und seine gelungenen Werke einmal an seine Verwandtschaft verschenken. Nach der programmatischen Einleitung erzählt Friedrich detailliert von seinem gut vorbereiteten Projekt. Er mietet sich in einem Gasthof auf der Lüpf ein, wo ihn die aufmerksame Wirtin Anna wie eine Mutter mit warmer Milch, Weißbrot und Entenbraten umsorgt. Von dort aus steigt er jeden Tag ins Lüpfinger Tal hinab, „an das [ihn] auch eine Hexe gebannt“ habe und das „gar nicht schön“ sei. Dort will er ein „langes Moor, von dem man das Fieber bekommt“, malen „und den daranstoßenden, einfärbigen Fichtenwald und die gegenüber liegenden Weidehügel und den hinter ihm liegenden, ebenfalls einfärbigen Fichtenwald, und die hinter diesem Fichtenwalde emporstehenden blauen und mit grauen Lichtern glitzernden Berge […].“ Er ergänzt, dass eigentlich nicht viel zu malen sei, „denn da hat ein unbillig reicher Mann das Schloß Firnberg gekauft, und läßt so viele Steine und Erde in das Moor führen, und so viele Gräben von ihm hinwegziehen, daß das Moor kleiner und das Fieber weniger geworden ist.“ Er konzentriert sich ganz auf seine Mission, mit seiner Malerei „den Dingen ihr Wesen ab[zu]ringen […] die Tiefe [zu] erschöpfen“, besucht nicht wie die anderen die umliegenden Dörfer an Festtagen und lässt niemand zu sich heran, weshalb die Bevölkerung teils neugierig an dem geheimnisvollen Künstler interessiert ist, teils ihn als seltsamen Kauz belächelt. Sehr akribisch in einem genauen Zeitplan fertigt er vor Ort Skizzen an, je nach Tageszeit: „Moor in Morgenbeleuchtung, Moor in Vormittagsbeleuchtung, Moor in Mittagsbeleuchtung, Moor in Nachmittagsbeleuchtung […] Moor im Regen hatte ich mir schon vorgenommen, von meinem Fenster aus zu malen. Über Moor im Nebel habe ich noch nicht nachgedacht.“ Kommen Wanderer vorbei, klappt er seinen Malkasten sofort zu. Er hat eine Vorrichtung erfunden, dass sich die Farben auf den feuchten Blättern nicht verwischen. Denn er entscheidet allein, wem und wann er seine Skizzen zeigt. Dazu brauche man „die Einwilligung des Handelnden“, erklärt er einer neugierigen Gruppe um Susanna Roderer, die ihn überrascht hat. Seine Zimmertür sichert er mit einem Vorhängeschloss. Nur die Wirtsleute und Peter Roderer, der „reiche Mann,“ dürfen seine Bilder sehen, und dieser lobt seine Malerei als ungewöhnlich und versteht seine Besessenheit, einen so unbedeutenden und zugleich ernsten und schwierigen Gegenstand wie das Moor zu erfassen, aber er prophezeit ihm, ohne seinen Namen zu kennen, aus der Erfahrung begabter Menschen in seiner eigenen Familie, die plötzlich, scheinbar unmotiviert ihr Leben änderten: „Sie werden sehr wahrscheinlich einmal zu malen aufhören, und dann niemals mehr einen Pinsel anrühren.“ Friedrich lernt Roderer, den weitgereisten und durch Handelsgeschäfte reich gewordenen Schloss- und Grundbesitzer, Unternehmer und Wohltäter der armen Bevölkerung, als Gast des Wirtshauses kennen, wo er unter dem Apfelbaum abends sein tägliches Glas Bier trinkt, das aus seinem eigenen Brauhaus stammt. Die beiden werden miteinander vertraut, und Roderer erzählt ihm seine wechselhafte abenteuerliche Familiengeschichte, seit Echoz im Mittelalter an den Kreuzzügen des rotbärtigen Friedrich teilnahm. Typisch sind offenbar in der Genealogie die vererbten körperlichen Merkmale wie die Augenfarbe und die biographischen Brüche. Im Mittelpunkt steht Peters eigene Entwicklung: das Erlernen vieler Sprachen, die Kaufmannslehre in Amsterdam, der Aufbau eines eigenen Geschäfts, die Heirat der armen, treuen Mathilde, einer entfernten Verwandten. Zunehmender Reichtum ermöglicht den Kauf des Guts Firnberg, wo er, seine Frau und die Kinder eine neue Heimat finden. Friedrich lässt auf dem Hügel ein Blockhaus bauen, in dem sein großes Bild nach den verschiedenen Skizzenvorlagen gemalt wird, damit er zugleich aus dem Fenster auf die „wirkliche Wirklichkeit“ blicken kann. Dazu hat er einen goldenen Rahmen bestellt, denn die letzten Striche sollen am gerahmten Gemälde gemacht werden. Wegen dessen Größe müsste man für den Abtransport eine Wand entfernen. Während dieser Phase der Zusammenschau der Skizzen und der Ausführung des Gemäldes beginnt eine persönliche Gegenentwicklung. Die Wirtin warnt ihn zunehmend vor seiner Vereinsamung und ermahnt ihn, unter die Menschen zu gehen. Da er jetzt immer im Blockhaus malt, beginnt er mit kleinen Spaziergängen, auf denen ihm einige Male Susanna entgegenkommt. Er beobachtet nun vom Fenster aus mit dem Fernrohr die Kutsche, mit der sie sich zum Rundweg bringen und abholen lässt, und richtet es so ein, ihr täglich zu begegnen. So gestehen sie sich nach kurzer Zeit ihre Liebe. Auslöser der Offenbarung ist eine vorausgegangene groteske Situation auf einem Dorffest in Lüpfing. Friedrich wollte die Szenerie zeichnen und versteckte sich, weil er nicht gesehen werden wollte, hinter einer Mauer. Gleich darauf ließ sich die Familie Roderer mit Gästen auf der anderen Seite nieder. So hörte er, wie sich die Freunde Susannas über ihn lustig machten, während das Mädchen, das ihn durch eine Öffnung entdeckt hatte, ihn wegen seiner Ernsthaftigkeit und Tiefgründigkeit verteidigte und die Gesellschaft wegführte, damit er sein Versteck verlassen konnte. Nach dem Liebesgeständnis im Wald wirbt Friedrich bei Roderer um seine Tochter, legt seine geordneten Familien- und Finanzverhältnisse dar und nennt zum ersten Mal seinen Namen. Der Schwiegervater ist über seine Informationen nicht erstaunt, er hat die Entwicklung der jungen Leute geahnt. Friedrich und seine aktive Tochter Susanna hätten wie echte Roderer agiert. In Wien treffen alle mit Friedrichs Familie zusammen. Der Roderer-Stammbaum wird zusammengestellt und die Hochzeit folgt in Firnberg. Friedrich ist wieder in der Familie gelandet, deren Namen er als individualistischer Künstler nicht nannte. Vor der Heirat hat Friedrich sein Bild auseinandergenommen, die Leinwand zerschnitten und zusammen mit dem Malkasten verbrannt. Nur den Goldrahmen behält er. Er erklärte zuvor Susanna, dass sein großes Bild „die Düsterheit, die Einfachheit und Erhabenheit des Moores nicht darstellen“ kann und sie versteht ihn: „[D]eine Bilder sind außerordentlich schön; wenn aber deine Gedanken höher sind, und du dich durch deine Hervorbringung gedemütigt fühlst, vertilge sie.“ Nach der Zerstörung seines Werkes fühlt er „nun eine Freiheit, Fröhlichkeit und Größe in [s]einem Herzen wie in einem hell erleuchteten Weltall.“ |

## Erzählform
Friedrich Roderer erzählt die Geschichte seiner Malerei in der Ich-Form. Er beginnt einleitend im Präsens mit seinen Gedanken über die Maler und seine Kunstauffassung und hält diese Zeitebene auch für die Ankunft im Tal bei. Dann wechselt er vom dritten Tag seines Aufenthalts an mit einem Rückblick auf den Vortag, an dem er den Gutsherrn Roderer kennenlernte, zum Präteritum. Das Gleiche gilt für seine Gespräche mit Roderer und die als Binnenerzählung eingeschaltete lange Familiengeschichte der Roderer. Eine Ausnahme davon ist seine Reflexion über seine eigene Familie zum Zeitpunkt nach Peter Roderers Genealogie und vor dem Blockhausbau. Sie steht, wie ein Innerer Monolog, im Präsens, ebenso die Fortsetzung seiner Maltheorie.

## Interpretation
Während in der Forschung übereinstimmend in den Nachkommenschaften die Variation vieler Motive und Themen aus dem Gesamtwerk wahrgenommen wurde, z. B. die Ähnlichkeiten der Protagonisten Friedrich, Roderer, Susanna, und ihrer Familien wie auch deren Bildungsbemühungen, Kunstinteresse und Sammlungen mit dem Personal im Nachsommer, gibt es Unterschiede in der Deutung der abweichenden Aspekte.
Lange Zeit wurde die Erzählung als humorvolle, fabulierlustige Malernovelle charakterisiert, in der der Dichter mit Selbstironisierung bzw. Selbstparodie das im übrigen Werk in problematischem Ernst oder sakralem Pathos abgehandelte Künstlertum spielerisch als Jugendverwirrung und Marotte bezweifelt und auch locker-humoristisch die Frage der Determination des Ichs durch Erbanlagen in einem märchenhaft idyllischen Schluss auflöst. Friedrichs Aufgabe der extrem individuellen Lebensform der Selbstverwirklichung und die Rückführung in die Familie führe bei ihm nicht zur Verzweiflung oder einem Gefühl der Ausweglosigkeit, sondern werde vielmehr als Befreiung aus einem selbst auferlegten Zwang empfunden. Die ironische Heiterkeit erinnere an Gottfried Keller und Wilhelm Raabe.
In der jüngeren Literaturwissenschaft und durch eine neue Publikation wurde eine Diskussion über eine Neubewertung bzw. andere Akzentuierungen angestoßen. Das Spätwerk Stifters hebe sich in seiner zunehmend radikaler werdenden Form von der früheren Prosa ab und habe den Dichter von den Lesern seiner Zeit isoliert. Nachkommenschaften könne als Inbegriff modernen Erzählens verstanden werden, das sich der zeitgenössischen Verpflichtung zum Realismus entziehe. Der Autor sei ein Avantgardist der Wahrnehmung. Diesem Urteil schließen sich verschiedene Rezensenten an: Der komödiantische Verzweiflungston lese sich wie eine gekonnte Parodie des Thomas-Bernhard-Stils. Deshalb sei es nicht verwunderlich, dass Stifters Zeitgenossen, deren Lesegewohnheiten sich zunehmend am Realismus ausrichteten, sein Spätwerk als zu artifiziell, lebensblass und altersabstrakt verschmähten. In diesem Zusammenhang wird auf das „Teufelmäßigste“ der „tollen“ Rodererverwandtschaft, die Dämonie des verhexenden, abgründigen Moors als Chronotopos, die, auch durch die gleichen Namen symbolisierten, unausweichlichen Wiederholungszyklen der Genealogie und damit auf eine anti-humoristische Lesart der Erzählung verwiesen.
Weitere Untersuchungen zur Frage der Einordnung des Autors in den literaturgeschichtlichen Zusammenhang beziehen sich auf die Erzählstruktur, die Verbindung von Handlung und Erzählsituation, die Einbettung der Geschichte in den Erzähldiskurs und die Rahmung mit einer Metalepse-Verschiebung, den Präsens-Präteritum-Wechsel und den Stellenwert der familiären und erzähltechnischen Genealogien. Dadurch stellen sich die Fragen nach dem Erkenntnisstandort des Erzählers und der Endgültigkeit seiner Entscheidung zwischen Künstlertum und Familie.
Kontrovers beurteilt wird die Künstlerauffassung und der Wirklichkeitsbegriff in der Erzählung und damit die Frage, ob Friedrichs, oder des Autors, Zielsetzung dem Programm der Malerei des Realismus (Mimesis, Abbildung des Sichtbaren) oder dem der Avantgarde (Erfassung des Wesens, nicht nur der Oberfläche) entspricht.

## Ausgaben und Literatur
- Adalbert Stifter: Nachkommenschaften. Späte Erzählungen, Herausgegeben von Karl Wagner, Verlag Jung und Jung 2012.
- s. Werkausgaben
- s. Literatur

## Literarische Rezeption
In Adolf Muschgs Roman Heimkehr nach Fukushima (2018) besucht der Architekt Paul Neuhaus mit der Japanerin Mitsuko das verstrahlte Gebiet um Fukushima (Fukushima). Stifters Erzählung mit dem für die Zukunft der Menschen dieser Region symbolischen Titel „Nachkommenschaften“ ist ihre Reiselektüre, aus der immer wieder zitiert wird.